# Нунивак
Нунивак (енгл. Nunivak Island) острво је у САД које припада савезној држави Аљаска. Површина острва износи 4.209 km². Према попису из 2000. на острву је живело 210 становника.